# 赫沃羅斯季夫 (弗拉基米爾-沃倫斯基區)
50°48′57″N 24°33′6″E / 50.81583°N 24.55167°E

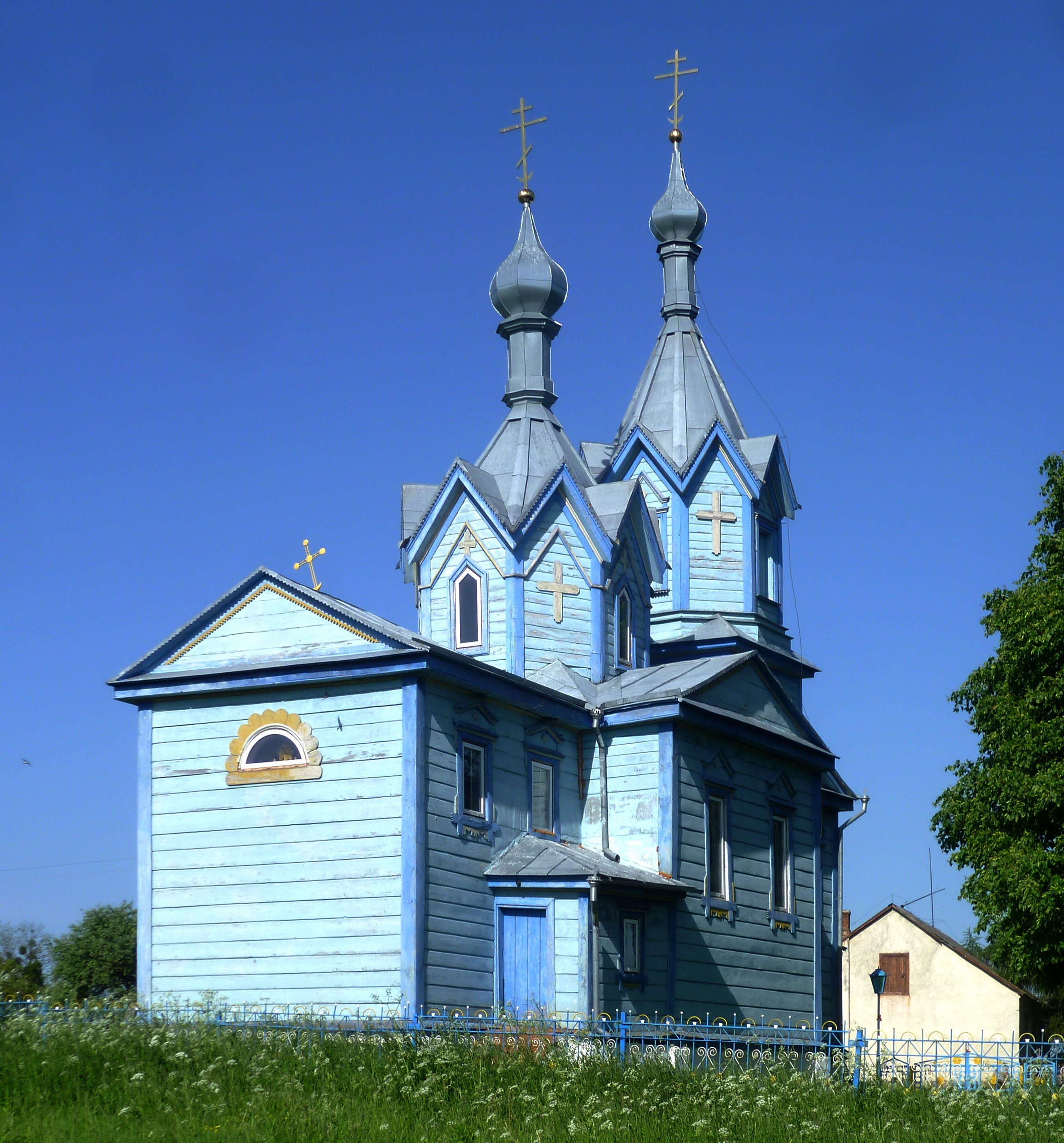

赫沃羅斯季夫（烏克蘭語：Хворостів），是烏克蘭西北部的村莊，隸屬沃倫州的沃洛德米爾區。該村始建於1583年，面積0.54平方公里，海拔高度213米，2001年人口173，人口密度每平方公里320.37人。